# Pseudohadena stenoptera
Pseudohadena stenoptera är en fjärilsart som beskrevs av Charles Boursin 1970. Pseudohadena stenoptera ingår i släktet Pseudohadena och familjen nattflyn. Inga underarter finns listade.